# Loodswezen-Pilotage

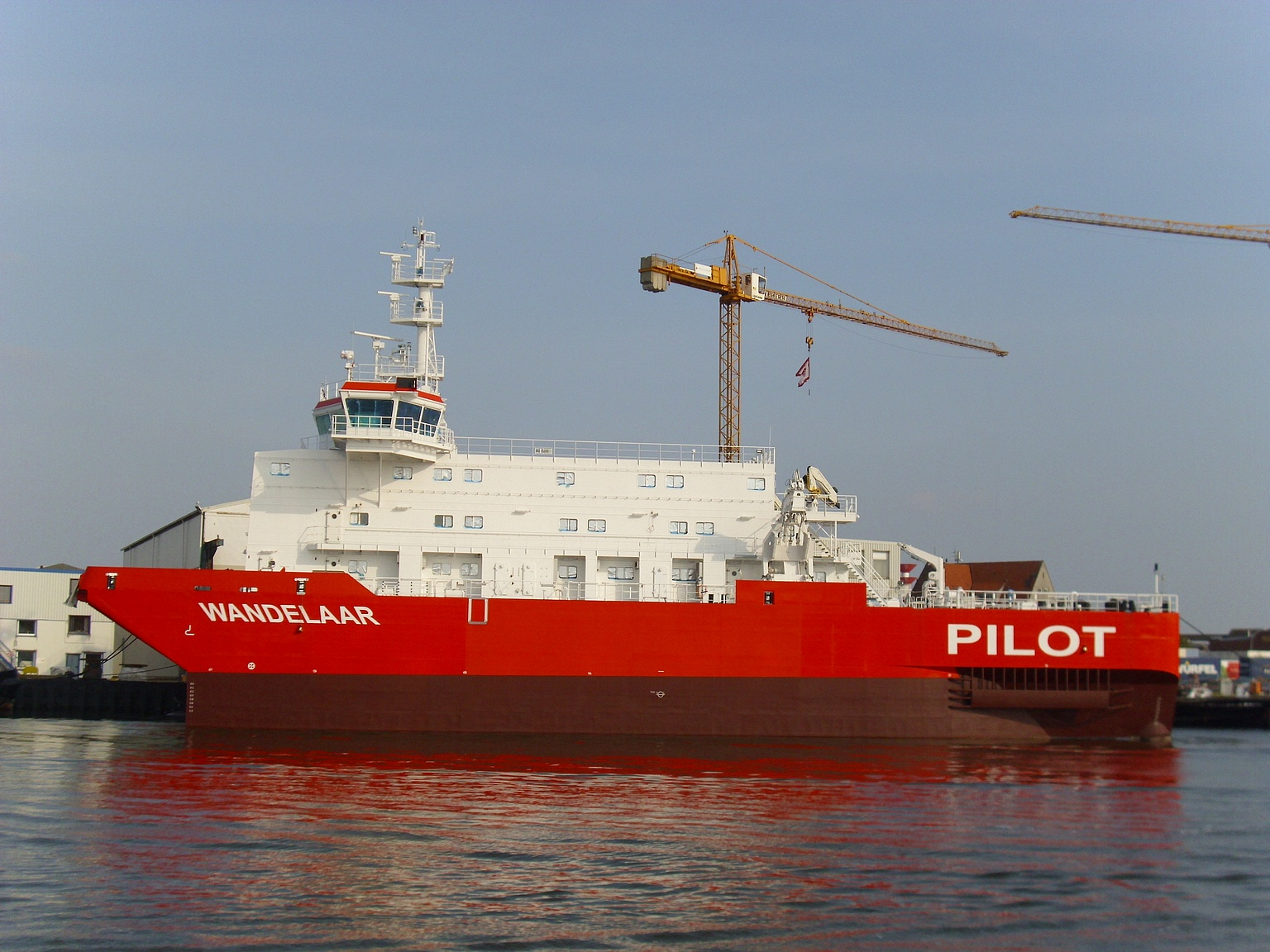
Het Belgische loodsstationsschip Wandelaar voor afbouw bij de werf

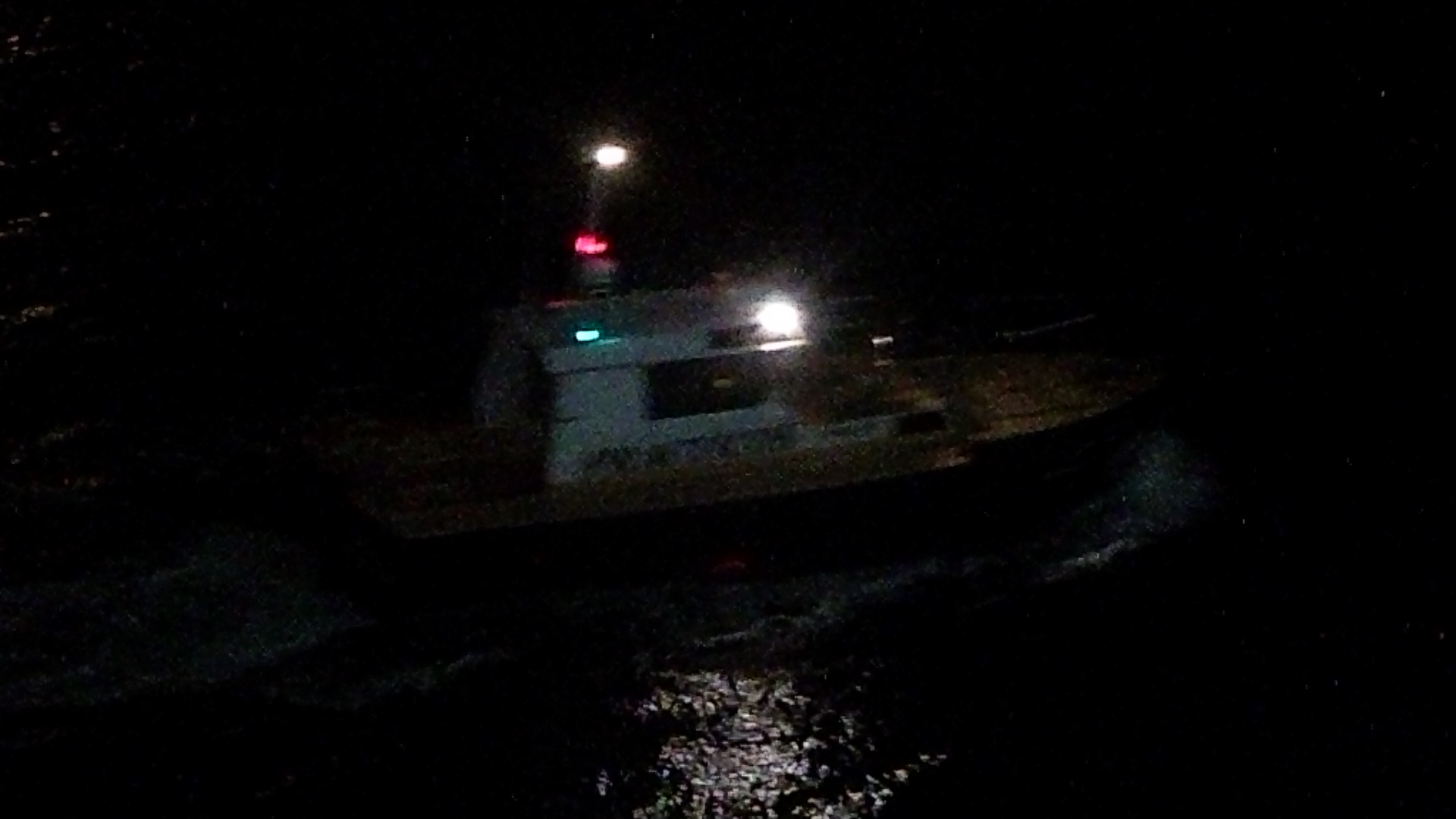
Navigatielichten Loodsboot

Het Loodswezen is een Vlaamse overheidsdienst toegewijd aan het veilig loodsen en beloodsen van schepen die deze dienst aanvragen of loodsplichtig zijn, alsmede het verstrekken van nautische expertise en het coördineren van verkeersstromen.
In samenwerking met hun partners, DAB Vloot, De Scheepvaartbegeleiding, het Agentschap Maritieme Dienstverlening en Kust (MDK) en het Nederlands Loodswezen (Regio Scheldemonden), creëren ze samen een gecoördineerd en veilig scheepvaartverkeer van en naar de Belgische havens.

## De loodsen
De loodsen zijn allen kapitein ter lange omvaart en licentiaat in de nautische wetenschappen en hebben reeds een lange maritieme carrière achter de rug, vooral als gezagvoerder op koopvaardij- of gespecialiseerde schepen. De loodsen werken in een beurtrolsysteem en staan 24/24 uur ter beschikking voor de klant.

## Loodstrajecten
- Kanaalloodsen → Gent
- Kustloodsen → Zeebrugge en Oostende en Nieuwpoort
- Rivierloodsen → Antwerpen
- Zeeloodsen → Vlissingen (Noord en west)

## Loodswezen Informatie Systeem (LIS)
Het LIS verzorgt de volledige opvolging van het beloodsingsproces, vanaf de loodsbestelling, de planning en inzet van de loodsen via een automatische beurtregeling, de scheepsopvolging, de facturatie van de loodsgelden en vergoedingen, de berekening van de loodstoelages, personeelsbeheer, opvolging van de logistieke middelen en statistische informatie naar het management. Bovendien bevat het een enorme hoeveelheid aan gegevens zoals de gedetailleerde manoeuvreereigenschappen en uitrusting van de zeeschepen.
Het systeem is gekoppeld met diverse Vlaamse havens en met het informatiesysteem van de Schelderadarketen.
De internetinterface voorziet onder meer:
- toegang voor de scheepsagenten met mogelijkheid tot interactief bestellen en het opvolgen van hun scheepsreizen, inclusief loodstoewijzing, en passages in het werkingsgebied en overige loodsinformatie (zoals bv. de nautische pagina)
- het raadplegen door de loodsen van de reisoverzichten en vaarplanning, de beurtrol en individuele prestatieoverzichten
- toegang vanaf de loodsboten voor raadplegen van de scheepsreizen en loodstoewijzing en loods-aan-boord / loods-van-boord halen aan de West of Noord kruisposten